# Laguardia (localidad)
Laguardia es una localidad, y la capital, del municipio de Laguardia, en la provincia de Álava, País Vasco (España).

## Despoblado
Forma parte del concejo el despoblado de:
- Pazuengos.[1]

## Demografía
| Gráfica de evolución demográfica de Localidad entre 2000 y 2017 |
|                                                                 |
| Población de derecho según los censos de población del INE.     |